# Rivière des Deux Orignaux
Pour les articles homonymes, voir Orignaux.
La rivière des Deux Orignaux est un affluent de la rivière Obatogamau, coulant à Eeyou Istchee Baie-James (municipalité), dans la région administrative du Nord-du-Québec, dans la province de Québec, au Canada. Le cours de la rivière coule entièrement dans le
canton de Dolomieu.

## Géographie
La rivière des Deux Orignaux prend sa source dans le lac des Deux Orignaux. Elle coule vers le sud-est et une fois passé le lac Kapunapotagen, elle tourne vers le sud-ouest pour le reste de son parcours. La route 113 la franchit vers sa mi-parcours. Elle se jette dans la rivière Obatogamau par l'entremise du lac Society.

## Toponymie
La rivière est aussi connue sous les noms de ruisseau des Deux Orignaux et de ruisseau Lamarck.